# والي ويليامسون
والي ويليامسون (بالإنجليزية: Wally Williamson)‏ هو لاعب كرة قدم أسترالية أسترالي، ولد في 7 مايو 1907 في أديلايد في أستراليا، وتوفي في 22 يوليو 1965 في Hindmarsh, South Australia ‏ في أستراليا.

## وصلات خارجية
- والي ويليامسون على موقع AustralianFootball.com (الإنجليزية)
- والي ويليامسون على موقع AFLtables.com (الإنجليزية)